# 卡米洛·卡爾·施奈德
卡米洛·卡爾·施奈德（德語：Camillo Karl Schneider，1876年4月7日—1951年1月5日）是一名德國植物學家和景觀設計師。他是農民的兒子，出生於薩克森王國韋姆斯多夫，曾在蔡茨、德累斯顿、柏林和格赖夫斯瓦尔德擔任園丁。回到柏林後，他在市公園管理處工作，協助期刊《Gartenwelt》的編輯工作，隨後在達姆施塔特和柏林擔任園林助理。1900年，他搬到維也納，成為一名自由職業建築師和作家，足跡遍布歐洲。1904年，他出版了自己的第一批書籍，其中包括他於1912年完成的巨著《闊葉樹圖解手冊》的開頭部分。然而，他的巨著《小蘗屬植物研究》的手稿在1943年的柏林空襲中被炸毀。
1913年，在奧匈帝國樹木學會的支持下，他冒險前往中國，為普魯霍尼茨植物園收集植物和種子。1915年，他經上海離開中國，前往波士頓，與薩金特、雷德爾和威爾蓀一起在阿諾德樹木園工作，直到1919年返回維也納。兩年後，他搬到柏林，為新期刊《Gartenschönheit》工作，該期刊一直持續到1942年。雜誌停刊後，他為其後繼者《帝國園林》工作，但同時繼續從事園林設計工作，重新設計新帝國的花園和公園。施奈德的最後一本書《花園中的綠籬》（Hecken im Garten）出版於1950年，也就是他在柏林去世的前一年。
他的哥哥是卡爾·卡米洛·施奈德（德語：Karl Camillo Schneider，1867年8月28日出生於德國波姆森，1943年3月逝世於波蘭奧萊希尼察），他是一位德裔奧地利動物學家、哲學家、作家、超心理學家和畫家。他曾與阿爾伯特·愛因斯坦通信。

## 出版書籍
- Schneider, C. K. 1905. Illustriertes Handbuch der Laubholzkunde. Charakteristik der in Mitteleuropa heimischen im Freien angepflanzten angiospermen Gehölz-Arten und Formen mit Ausschluss der Bambuseen und Kakteen. Verlag von Gustav Fischer, Jena. Volume 1, pp 493–494 https://www.biodiversitylibrary.org/item/5886 （页面存档备份，存于）
- Schneider, C. K. 1905. Die Gattung "Berberis". Vorarbeiten für eine Monographie. （页面存档备份，存于） // Bull.Herb.Boissier.Sér.2. Genève. Vol. v. p. 33 sq